# عائشة عبد الله الحارثي
عائشة بنت عبد الله الحارثي كاتبة أطفال ورسامة عُمانية. هي عضوة في نادي التصوير الضوئي والجمعية العمانية للفنون التشكيلية، وقد شاركت في العديد من المعارض. حازت قصتها «الحنين« على جائزة اتصالات لكتاب الطفل عام 2018، ولها العديد من القصص المنشورة.  وهي تمتلك دار نشر خاصة لأدب الأطفال.

## مهنتها الأدبية
تتمنى عائشة الحارثي أن يثير أدبها تساؤلات الأطفال، وأن يتمكن أيضًا من الإجابة على تساؤلاتهم الخاصة. ليس لأدبها طابع وطني أو عربي بارز.  و«تشجع نوع جديد من أدب الأطفال، نوع يتعايش معهم ويندمج مع حياتهم اليومية العصرية.» تدعم المرأة العمانية على المشاركة الأدبية والفنية، وهي من الأسماء البارزة في أدب الطفل العماني التي ظهرت في عقد 2010.

منذ صغرها تميل للخيال رسماً وكتابة، شجعها والدها الذي كان يحتفظ برسوماتها في ملف خاص به. واصلت الكتابة منذ طفولتها وكانت ترسم القصص التي تكتبها وتعيش في عوالمهما. وفي المرحلة الدراسية الأولى بدأت تشارك في المسابقات المدرسية الأدبية. أصدرت أول قصتها للأطفال في 2014 بعنوان «الأيادي الملوّنة». ثم قصتها «بو» (2016) فهي خيالية لطيفة غرابية.  ثم «لدي حلم» (2017) وهي عن صبي يعيش في مدينة مزقتها الحرب. يحلم ويرى نفسه فيه ذاهبًا إلى مدرسة قديمة، وإلى ملعب لكرة القدم فيها، ولكنه سعيد؛ لأنه يلعب مع أصدقائه بأمان. في «الحنين» (2018) تتناول قصة فلاح الذي قرر ترك قريته للبحث عن عمل آخر في مكان آخر. والمكان الآخر هو «آخر العالم»، فاستقر الفلاح فيها وبنى كوخا صغيرا وزرع شجرة زيتون، ولم يكن معه أحد، فعاش وحيدا، لكنه عاد إلى موطنه بعد أن غلب عليه الحنين. وأكدت الكاتبة أن القصة، تُعبّر عن حنين كل طفل حيث «الحنين إلى الألعاب القديمة والفترة السابقة من عمره البسيط، والحنين إلى الملابس التي يكبر بعدها يوم بعد يوم، فالحنين ليس فقط للكبار حيث أن الإنسان بطبيعة خلقه يحِن إلى كل يوم يمضي من عمره، فهي قصة تعرض للطفل جميع مشاعره التي يظن أن لا أحد يشعر بها وتُشعره أنه ليس وحده أو مشاعره مجهولة للآخرين.» 

فازت رسوم قصتها «أنا والوحش» (2018) من أعمال براء العاوور بجائزة اتصالات لكتاب الطفل، وهي قصة عن طفل الذي فقد والده فتمثل له الحزن بشكل وحش الذي أصبح صديقه.  ثم نشرت «وحشون يخاف» (2020) وهي قصة عن الأطفال الذين يشعرون بالخوف والارتياب من الأشياء البسيطة اليومية، «فوشحون هنا من المفترض أنه وحش لا يخاف لكن تشبيهه بهذا اللقب دلالة على أن يتعرض للشعور بالخوف بكثرة.»

## جوائزها
- ترشحت قصتها «بو» لجائزة كتابي في دورتها الرابعة عن فئة الكتاب الخيالي للمرحلة العمرية 7-9.
- 2018: حازت قصتها «الحنين» على جائزة اتصالات لكتاب الطفل عن فئة كتاب العام للطفل. [12]
- 2020: جائزة اتصالات لكتاب الطفل فئة أفضل رسوم لكتابها «أنا والوحش» من براء العاوور. [13]

## مؤلفاتها
من قصصها للأطفال:

اسمها كمؤلفة ، مرتبك مع كاتبة أخرى وهي عائشة هلال الحارثي وأحيانًا الشاعرة عائشة عيسى الحارثي
- «الأيادي الملونة»، 2014
- «أحلام سمسمة»
- «وحش البازلاء»، 2017
- «بو»، 2016
- «لدي حلم»، 2017 (ردمك 9789948024958)
- «التنين الذي صار شجرة»، 2017 (ردمك 9786144391105)
- «في قلبي حديقة»، 2018 (ردمك 9789953951225)
- «عالمي المظلم يضيء»، 2018 (ردمك 9789953951065)
- «مخيف ولطيف»، 2018 (ردمك 9789953950402)
- «حنين»، 2018 (ردمك 9789948394396)
- «أنا والوحش»، 2018 (ردمك 9789948365884)
- «وحوش سامي، ، 2018 (ردمك 9789953713571)
- «وحشون يخاف»، 2020 (ردمك 9789922915098)
- «عنكب المختلف»، 2020